# Ivan Loftrup-Ericson
Ivan Hugo Loftrup-Ericson, född 25 september 1964, är en svensk TV-journalist och programledare som presenterar SVT Nyheter Skåne, Helsingborg och Blekinge.
Han var programledare för SVT:s lokala nyhetsprogram Sydnytt och arbetade även på TV4. I mars 2019 blev han presschef för Norden på energibolaget Eon Sverige. Sedan 2020 är Loftrup-Ericson återigen programledare på SVT:s lokala nyheter.